# اروهالن (إرحالن)
اروهالن هي إحدى مشيخات المملكة المغربية، تتبع جغرافيا لإقليم شيشاوة وإداريًا لإرحالن. يقدر عدد سكانها بـ 3483 نسمة حسب الإحصاء الرسمي للسكان والسكنى لسنة 2004.